# Red Dot Design Award

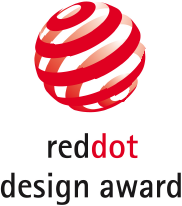

Red Dot Design Award — щорічна нагорода в галузі дизайну, яку вручає інститут Центру дизайну землі Північний Рейн—Вестфалія, що в місті Ессені (Німеччина).
Нагорода вручається дизайнерам і компаніям-виробникам за видатну якість і особливі досягнення в дизайні товарів широкого вжитку. Роботи, відзначені нагородою, виставляються в Музеї дизайну Red Dot в Ессені, який є найбільшим у світі зібранням досягнень сучасного дизайну.
Номінація проводиться у трьох категоріях:
- Промисловий дизайн. Конкурс проводиться з 1954 року; найкращі товари отримують нагороду Red Dot: Best of the Best award
- Комунікаційний дизайн. Конкурс проводиться щороку у Сінгапурі; переможці отримують нагороду Red Dot: Luminary, призовий фонд 5000 доларів
- Концептуальний дизайн. Найкращі роботи отримують нагороду Red Dot: Grand Prix; студентські роботи відмічаються Red Dot: Junior Prize.

## Вартість
Станом на квітень 2020 року реєстраційний внесок за розгляд кандидатури на здобуття премії Red Dot становить від €99 (для індивідуального дизайнера в категорії «Дизайн-концепція») до €510 (для лауреата в категорії «Дизайн продукту»), без ПДВ.
Ті, хто отримує нагороду Red Dot, зобов'язані придбати додатковий «Пакет переможця», ціна якого становить до 5999 євро.

## Переможці від України
- Студія MAKHNO (за інноваційни винаходи: художню 3D-плитку та арт-блоки з «живої» глини)
- Banda Agency (за Ukraine NOW та інші проєкти).
- Tough Slate Design (за «Чарлз Буковскі глітч бук» та інші проєкти).
- Excited Agency (за «Дизайн айдентики власного бренду»)
- Plai Büro (за розробку айдентики для документального серіалу про нову українську культуру «Спалах»)
- DOPS AGENCY («Tvorennya», який покликаний висвітлювати та популяризувати українську культуру у світі через дизайн).